# Завинаги любов моя
„Завинаги любов моя“ (на испански: Por siempre mi amor) е мексиканска теленовела от 2013 г., продуцирана от Игнасио Сада Мадеро и режисирана от Ана Лорена Перес-Риос и Хорхе Едгар Рамирес за Телевиса. Адаптация е на теленовелата Моята втора майка от 1989 г., създадена от Абел Санта Крус.
В главните роли са Сусана Гонсалес и Гай Екер, а в отрицателните – Доминика Палета, Ектор Суарес Гомис, София Кастро и Лола Мерино.

## Сюжет
Артуро Де ла Рива е успешен архитект, който на пръв поглед има всичко, за да бъде щастлив, женен е за Еухения, с която имат красива дъщеря на десет години, на име Аранса. Въпреки това, Артуро и Еухения не подозират, че щастието им е обект на завист от страна на Соня, братовчедката на Еухения, която тайно обича Артуро от години и поради тази причина, Соня чувства дълбока омраза към братовчедка си. Водена от злото, тя дава лекарства Еухения, които ѝ причиняват кома и водят до смърт. Артуро и Аранса са съкрушени, а Соня се възползва от възможността, за да спечели любовта на Артуро.
Исабел Лопес Сердан е интериорен дизайнер, която мисли, че е щастливо омъжена за Фернандо, но в действителност той не е нищо повече от един мошеник, който краде от нея пари и в действителност, е женен за Андреа, с която имат двама сина – Естебан и Анхел. Когато Исабел открива измамата, изпраща Фернандо в затвора.
След всичките удари, които са понесли, съдбата събира Артуро и Исабел на мексиканското тихоокеанско крайбрежие. Двамата се влюбват от пръв поглед и решават да започнат връзка, но след завръщането им в Мексико, започват проблеми в отношенията им. От една страна е Аранса, която е манипулирана от Соня да не приема Исабел, като нейна мащеха и съпруга на баща ѝ, а от друга страна е Фернандо, който се кълне в затвора да отмъсти на Исабел и Андреа.

## Актьори
Част от актьорския състав:
- Сусана Гонсалес – Исабел Лопес Сердан де Де ла Рива
- Гай Екер – Артуро Де ла Рива Асеведо
- Доминика Палета – Соня Аренас Лосано
- Ектор Суарес Гомис – Фернандо Кордова Миранда / Хавиер Кастийо де ла Фуенте
- Телма Мадригал – Аранса Де ла Рива Аренас
- Пабло Лиле – Естебан Нарваес Гутиерес
- Ана Мартин – Мария Луиса Валверде вдовица де Ескудеро
- Марта Хулия – Габриела Сан Роман
- Макария – Минерва Гутиерес
- Умберто Елисондо – Освалдо Де ла Рива
- Лола Мерино – Марсела Самбрано
- Виктор Нориега – Фабрисио Де ла Рива Оропеса
- Лус Мария Сетина – Еухения Аренас де Де ла Рива
- Габриела Платас – Андреа Гутиерес де Кордова / де Нарваес
- Алехандро Руис – Бруно Ескудеро Валверде
- Алехандро Арагон – Маурисио Нарваес
- Исабел Мартинес – Кука

## Премиера
Премиерата на Завинаги любов моя е на 7 октомври 2013 г. по Canal de las Estrellas. Последният 151. епизод е излъчен на 4 май 2014 г.

## Адаптации
- Моята втора майка (1989), мексиканска теленовела, продуцирана от Хуан Осорио за Телевиса, с участието на Мария Сорте и Енрике Нови.